# Paragabara acygonia
Paragabara acygonia là một loài bướm đêm trong họ Erebidae.